# 布兰顿·佩雷拉
布兰顿·安东尼·佩雷拉（英語：Brandon Anthony Pereira，1996年4月30日—）生于不列颠哥伦比亚省素里，是一名加拿大男子曲棍球运动员，场上位置是后卫。他的祖父Polycarp曾代表乌干达参加1972年慕尼黑奥运，他也受祖父影响在12岁时开始练习曲棍球。2013年，他在印度德里进行的世界杯青年曲棍球赛上完成自己的国际比赛首秀，2017年，他首次参加成年级别国际比赛。2016年4月时，布兰顿已成功考取1级电工证，并与承包商一起工作。